# Veti Valent
|  | No s'ha de confondre amb Vecti Valent. |

Veti Valent (en llatí Vettius Valens) va ser un astròleg sirià segurament nascut a Antioquia cap al segle II dC.
D'origen modest, de jove va viatjar a Alexandria, on va ser iniciat en l'astrologia, i després viatjà per tot Egipte i per altres països. Un astròleg àrab del segle VIII explica les meravelloses aventures de Veti Valent per Pèrsia. De fet, l'astrologia àrab dona molta importància a aquest astròleg, i en diversos tractats se'l menciona juntament amb filòsofs de prestigi, com ara Plató o Aristòtil.
Hom creu que va viure a Roma en l'època dels Antonins, concretament sota el regnat d'Hadrià, i va ser contemporani de l'astrònom i astròleg Claudi Ptolemeu. Veti Valent va escriure en grec unes Antologies en nou (o deu) llibres, que han arribat fins avui fragmentàriament. En aquesta obra vol compatibilitzar la doctrina astrològica babilònica i l'egípcia, representada pel llibre anomenat Nequepso-Petosiris. Però les seves explicacions són contradictòries, tant des del punt de vista terminològic com l'ideològic. S'han trobat coincidències entre la seva obra i la d'altres astròlegs, com el citat Ptolemeu, Fírmic Matern i el Pseudo Manetó, cosa que indica que van consultar fonts comunes del segle I dC. A les Antologies es conserven complets o parcials aproximadament 130 horòscops datats entre els anys 37 i 188 dC. De entre els llibres que formaven l'obra, un Protrèptic o exhortació a l'estudi de l'astrologia i un Llibre del Mestre, s'han perdut. Però els títols suggereixen que Veti Valent volia o havia format una escola d'astrologia.
Alguns autors moderns creuen que va seguir una tradició esotèrica o hermètica, ja que al prefaci del llibre VII diu que s'ha d'exigir un jurament a tots els que llegeixin el llibre, i es comprometin a llegir-lo de forma reservada. Exhorta al lector a no revelar els secrets a ningú. Amb freqüència fa citacions de llibres d'Hermes Trismegist. Va tenir molt bona consideració la seva obra fins a l'edat mitjana, com ho demostra la seva influència en astròlegs tardans, com ara Hefestió de Tebes, o Teòfil d'Edesa (segle VI).